# Palazzo Guglielmi Chiablese

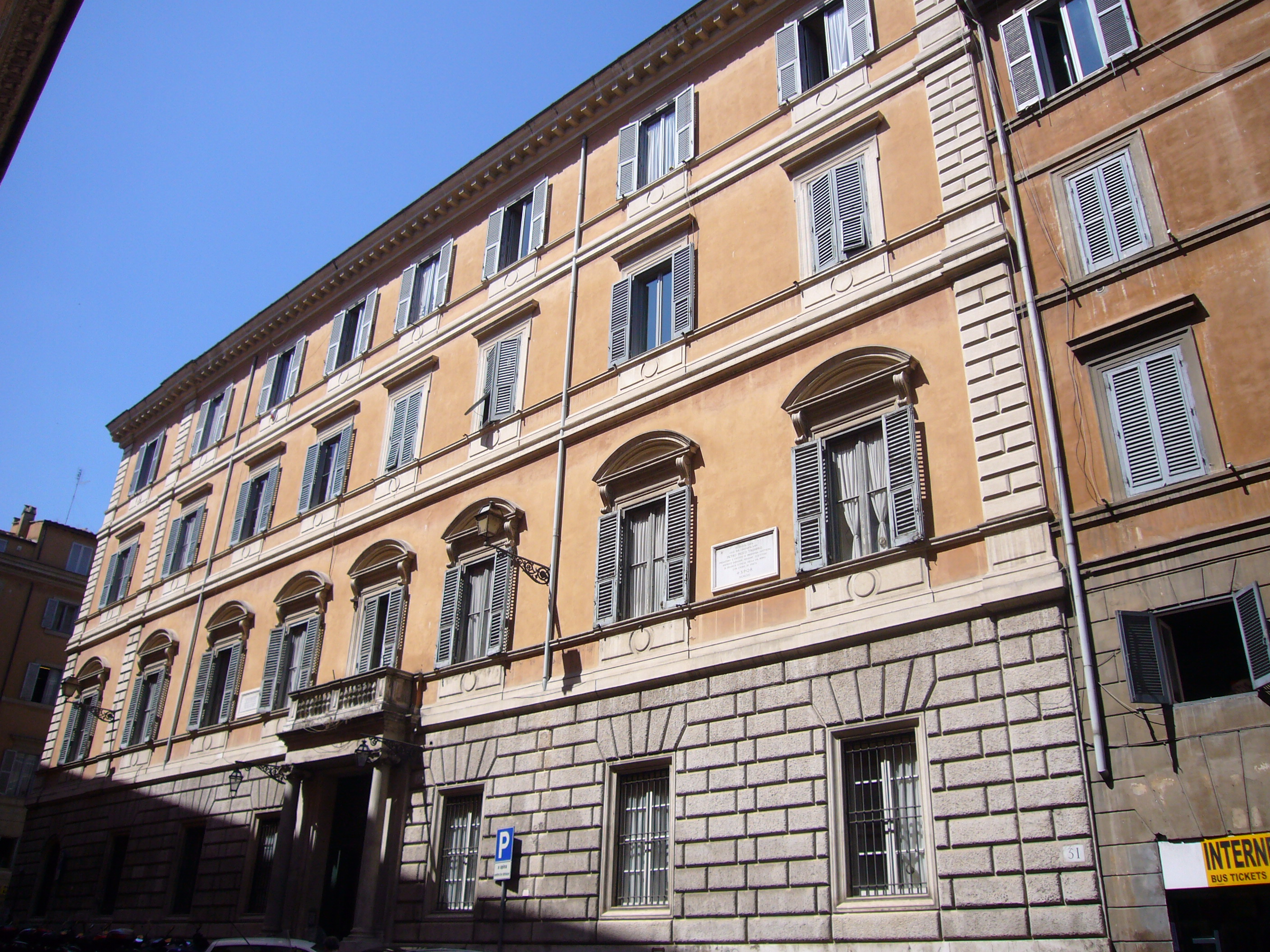
Vista do palácio na Via Paganica.

Palazzo Guglielmi Chiablese é um palácio localizado na esquina da Piazza Paganica com a Via Paganica, no rione Sant'Angelo de Roma.

## História
O palácio foi construído no local onde antigamente ficavam diversas outras residências, como revela o "Plano de Roma" de Giovanni Battista Falda (1676). Estas propriedades pertenciam às famílias Matuzzi, que já havia construído a primeira parte do edifício, e aos Moroni, que compraram a propriedade com o objetivo de alugá-la para os condes saboia de Chiablese, que acabaram comprando-o.
No início do século XIX, o palácio era chamado de Palazzo Chiablese especialmente por causa da esposa do conde de Chiablese, Benedito de Saboia, que vivia ali. Seu nome era princesa Maria Ana de Saboia, a filha de Vítor Amadeu III. O casal era conhecido pelas escavações realizadas em suas propriedades em Tor Marancia e Túsculo e é possível que sejam algumas destas descobertas da época que hoje adornam as paredes do pátio interno do palácio. No final do século XIX, o edifício foi vendido para a família Guglielmi.
Os Guglielmi reconstruíram completamente o complexo por volta de 1880, o que deu-lhe sua aparência atual. Durante as obras, a ala de frente para a Piazza Paganica foi acrescentada depois que a antiga igreja de Santi Sebastiano e Valentino dei Mercanti, que ficava no meio da praça, foi demolida.

## Descrição

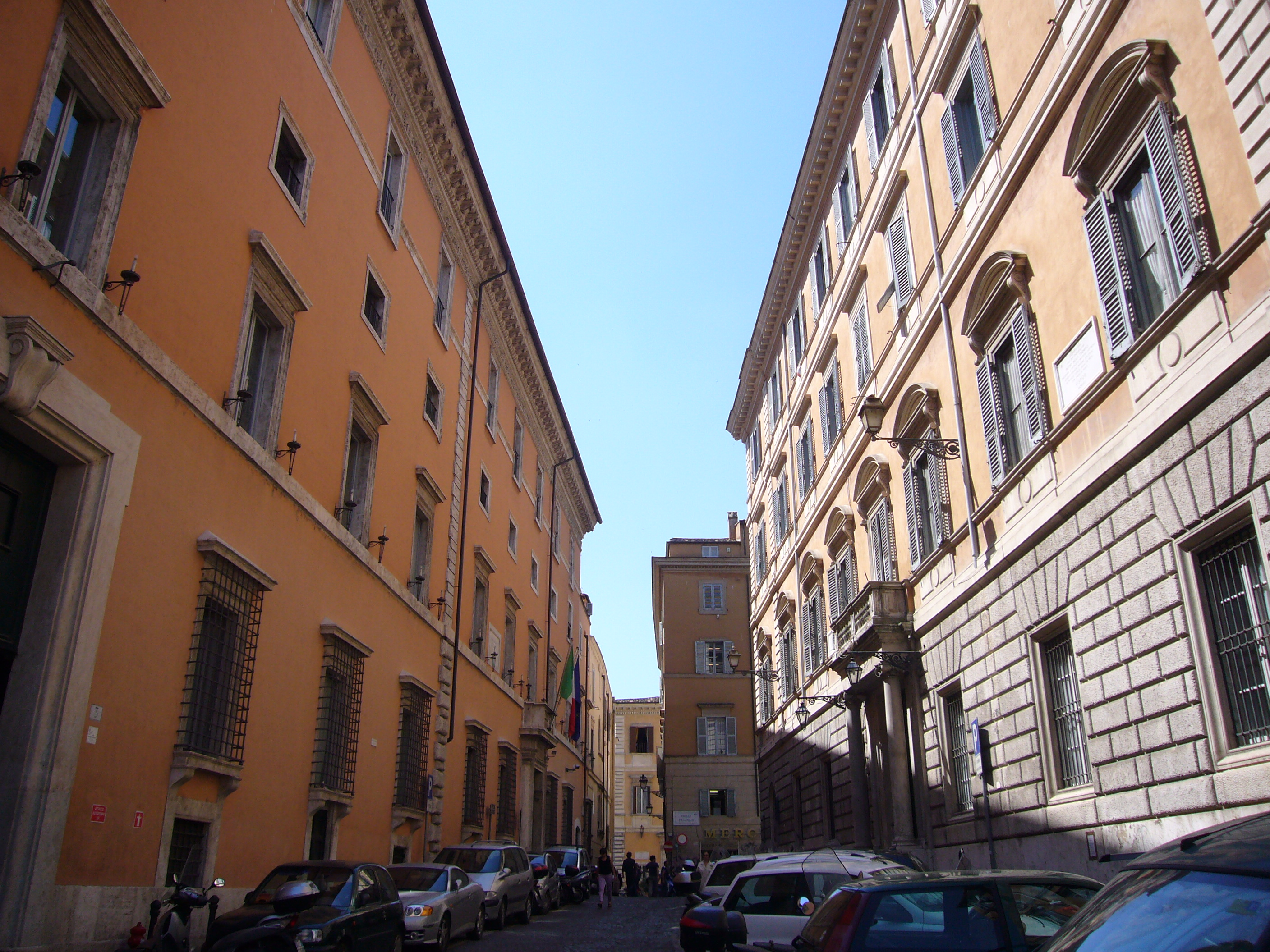
Vista do palácio à direita. À esquerda, o Palazzo Mattei Paganica.

A fachada do palácio na Piazza Paganica apresenta nove janelas de largura com portais nas esquinas e no centro; a fachada principal, na Via Paganica, tem oito janelas e uma imponente entrada principal sob uma varanda assentada sobre pilares jônicos em mármore de Parma. O edifício tem quatro andares com o piso térreo e as esquinas rusticados. Separando os andares estão largas cornijas marcapiano decoradas. No piso nobre, as janelas contam com tímpanos triangulares e curvos alternados. No terceiro piso, as janelas contam com arquitraves e no quarto, apenas cornijas.
O acesso ao palácio é feito através do Vicolo Paganica e do Vicolo dei Falegnami. À esquerda da entrada princinpal está uma inscrição em memória a algumas obras de restauro, como a da condessa Chiablese: "Maria Anna - Victoris Amadei III Sardinia Regis - aquam saluberrimam - subterranea rudera interlabentem - huc extulit opere manufactu - eadem monumentis amarantianis - a se repertis - cavoedium et internas aedes instruit - A. MDCCCXXII" (uma referência aos reparos feitos em 1822 num aqueduto subterrâneo que tinha água de muito boa qualidade - "aquam saluberriam" - pela condessa).
No pátio interno, como já mencionado, estão diversos achados arqueológicos, incluindo um relevo do símbolo dos "fossores", que eram responsáveis por escavar os cemitérios subterrâneos dos cristãos.